# Belo (cantor)
Marcelo Pires Vieira, mais conhecido como Belo (São Paulo, 22 de abril de 1974), é um cantor e compositor brasileiro.

## Carreira
Belo teve no início de sua carreira a participação do Grupo Beira Rio do Campanário em Diadema em 1992, na época apenas como cavaquinista. 
Belo foi cavaquinista em vários grupos paulista e fez abertura de shows para vários grupos: Arte Final, Reinaldo, Art Popular, J.B. Samba, entre outros. A partir de 1993, a convite de um amigo de infância, Robson Buiú, integrou o grupo Soweto, do bairro de Itaquera, com o qual foi, a princípio cavaquinista, e posteriormente, vocalista. Juntamente com o grupo Belo gravou três discos e realizou shows pelo Brasil e exterior.
Em 1994, por um selo independente o grupo lançou o CD “Ventos areais”. Em 1997, contratados pela EMI Music, gravaram o CD “Refém do Coração”, que chegou a vender mais de um milhão de cópias, lançando nacionalmente o grupo. Belo também participou de gravações com outros artistas, como Ivete Sangalo e Neguinho da Beija-Flor. Com este, gravou o sucesso “Ângela”, cuja regravação vendeu 500 mil cópias em todo o país.
Em 1999, a presidência da Escola de Samba Beija-Flor convidou-o a puxar o samba-enredo da escola ao lado de Neguinho da Beija-Flor. No mesmo ano, o disco que lançou com o Soweto, “Farol das estrelas”, vendeu um milhão e meio de cópias.
Em 2000, o conjunto saiu em turnê por Portugal e África, mas logo o cantor deixou o grupo e no mesmo ano, lançou seu primeiro trabalho solo, o CD “Desafio”, pela gravadora EMI. A música "Tua boca" foi tema da novela "O Cravo e a Rosa", da Rede Globo; "Desafio", outro sucesso do disco, destacou-se nas rádios. O disco vendeu mais de um milhão de cópias, ganhando o "Disco de Diamante".
Em 2001, ao lado de Dhema, Os Morenos e da bateria da Mocidade Independente de Padre Miguel, participou do show de réveillon na Praia do Recreio, no Rio de Janeiro. Neste mesmo ano, lançou "Belo Ao Vivo". O CD vendeu cerca de um milhão de cópias e com ele ganhou mais uma vez o disco de platina. Neste disco incluiu alguns sucessos de seu antigo grupo Soweto e outros de sua carreira solo, além das composições "Lambada de serpente" (Djavan e Cacaso), "Resumo de felicidade" e " "Viver por ela" (Belo e M. Martinez e Felipe Bravo). O CD contou com as participações especiais de Nando da Silva (baixo) e Serginho de Lima (teclado), ambos do grupo Roupa Nova e vendeu em apenas quatro meses 500 mil cópias.
Em 2002 lançou o CD "Valeu Esperar", disco no qual incluiu as inéditas "Figurino", "Do meu jeito", "Abrigo" (Délcio Luiz e Aloysio Reis), "Viver por ela" (Belo e M. Martinez e Felipe Bravo), "Todo cuidado é pouco", "Vício", "Tarde demais" e a faixa-título "Valeu esperar" e ainda, visando o mercado latino, a regravação de "Romance rosa", versão de Aloysio Reis e José G. Guerra para "Bachata rosa" de Juan Luís Guerra, grande sucesso de Luís Miguel. 
Em 2003 acompanhado do grupo Tentassamba, fez show de lançamento de seu CD no Via Show, no Rio de Janeiro. Lançou, pela EMI, a coletânea “Romance Rosa”, que reúne os maiores sucessos do cantor
Em 2004, lançou o quarto álbum de sua carreira, Seu Fã, seu primeiro trabalho pela gravadora Sony Music, através do selo Columbia. Após este álbum, Belo gravou no dia 25 de outubro do mesmo ano, seu primeiro DVD, Seu Fã ao Vivo, no Olympia, São Paulo.
Em 2006, lançou o sexto CD e segundo DVD de sua carreira, o homônimo Belo, que conta com 16 faixas, dentre as quais "Vem", "Nada Vai Separar", "Pra Ver o Sol Brilhar". Sua versão em DVD conta com 8 faixas bônus gravadas em formato acústico, com a participação especial de Flávia Santana na versão acústica de "Quero te Amar", disponível também na versão em CD.
Em 2008, lançou o terceiro DVD de sua carreira, Pra Ver o Sol Brilhar ao Vivo, gravado em 21 de fevereiro daquele ano no Citibank Hall, Rio de Janeiro, que contou com as participações especiais de Alcione, Flávia Santana, Perlla, Mano Brown, Negra Li e Racionais MC's.
Em 2009, lançou o CD “Primavera”, com arranjos de Jota Moraes e Serginho Trombone e produção de Prateado. No mesmo ano, apresenta o programa Sobe o Som, na TV Aratu, afiliada ao SBT na Bahia, porém o programa durou apenas três meses, e foi extinto devido a desentendimentos entre Belo e a produção do programa.
Em 2010, lançou o CD “Pra ser amor”. Produzido por Prateado, o disco contou com a participação de Jorge Vercillo em “Tanta ira” (Prateado e Luiz Carlos Picolé) e Marina Elali em “Pra ser amor”.
Em 2011, lançou o décimo CD e quarto DVD de sua carreira, 10 Anos de Sucesso ao Vivo em Salvador, gravado no parque aquático Wet 'n Wild, Salvador, Bahia. Com direção musical de Prateado, o show contou com as participações de Daniela Mercury, em "Pétala" (Djavan); Marcelo Rossi, em "Noites Traiçoeiras" (Simone Telésforo e Carlos Papae) e "Hoje Livre Sou" (Walmir Alencar e Rodrigo Pires); e Marina Elali, em “Coisas da Vida” (Belo, Fabiano dos Anjos e Rodrigo Rodrigues).
Em 2012 apresentou-se no palco do Citibank Hall, no Rio de Janeiro, em show de lançamento do DVD “10 Anos de Sucesso”. Em 2013 lançou, pelo selo Sony Music, o CD “Tudo Novo", que produziu ao lado de Pezinho. O disco contou com as faixas “Menina linda” (Jefferson Junior e Umberto Tavares), “Mundo de paz” (Chiquinho dos Santos e Helder Celso), “Olhando os retratos” (Alexandre Lucas e Douglas Lacerda), “Teu Refém” (Billy SP e André Lemos), “Nos desejos de uma paixão” (Altay Veloso e Délcio Ruiz), entre outras. Em 2015 lançou, pela Sony Music, o CD "Mistério", onde teve a parceria de Jefferson Junior e Umberto Tavares. O disco teve grandes sucessos como "Porta Aberta", "Tatuagem", "Montanha Russa" e participação especial de Ivete Sangalo no hit "Linda Rosa" e Thaeme & Thiago, na musica "Até o Sol não Nascer Mais". Em 2018 foi lançado o álbum ''De Alma Aberta.

## Vida pessoal
De 1991 a 1997 foi casado com Elisa Silva, com quem teve 4 filhos: Ingrid, Paulo Arthur, Paula e Isadora. Tem quatro netos.  Em 1998 casou-se com Viviane Araújo, de quem se separou em 2007, após nove anos de união. Nesse mesmo ano começou a namorar Gracyanne Barbosa, e foi morar junto em poucos meses. Casaram-se civilmente em 2011, e religiosamente em 2012, e terminaram o casamento em 2024, após Gracyanne ter tido um caso extraconjugal com seu personal trainer.

## Controvérsias

### Quebras de contrato
Em 1999, o ex-jogador Denílson comprou os direitos do grupo Soweto, no qual Belo era vocalista. Em 2000, o cantor decidiu sair do grupo e seguir carreira solo, Denilson então o processou acusando-o de quebra de contrato, passando a cobrar a dívida judicialmente. Contudo, Belo o processou por tê-lo chamado de caloteiro e o exposto publicamente, mas teve o pedido negado pela Justiça e determinado que ele pagasse a dívida para o ex-jogador.
Em 2004, a defesa de Belo informou à Justiça que o cantor jamais reconheceu Denílson como "dono do Soweto" e argumentou que Belo não recebeu qualquer aporte financeiro de Denílson no período do grupo, entretanto, o Tribunal de Justiça entendeu que Belo descumpriu acordo e deu vitória a Denílson, determinando que o cantor pagasse R$ 388 mil na época, valor que nos dias atuais supera os R$ 7 milhões.
Em 2016, depois de faltar a um dos shows do grupo "Gigantes do Samba" e não dar explicações, Belo foi expulso do grupo por falta de compromisso. Belo, porém, se defendeu dizendo não saber do show. O grupo era formado por ele, Luiz Carlos e Alexandre Pires.
Em 12/07/2023, os veículos de comunicação noticiaram que o cantor Belo, teria quitado a dívida, que já superava R$ 7 milhões, com Denílson, no entanto, o ex-jogador informou que a dívida ainda não estava 100% acertada, isso porque o cantor teria assinado um acordo para realizar o pagamento de forma parcelada.

### Envolvimento com tráfico de drogas
No ano de 2003, em plena turnê de divulgação de seu novo disco, foi condenado a seis anos de prisão por tráfico de drogas e associação ao tráfico pela juíza da 34ª Vara Criminal do Rio de Janeiro. Cumpriu quatro dos seis anos de prisão e teve a pena extinta pela Justiça em 2010. Sempre evitando falar sobre esse assunto, em 2015 durante uma entrevista, o cantor falou pela primeira vez sobre:
“Sou e sempre fui inocente. Fui preso por tráfico de drogas sem nunca ter sido pego nem sequer ter experimentado qualquer droga“.

### Acusação de estelionato
Em 2011, durante uma investigação da Polícia Federal, Belo foi acusado de fazer parte de uma máfia de contrabando, onde comprava carros de luxo para fazer lavagem de dinheiro.
Em 2013, ele e mais sete pessoas da sua produção, foram acusados de estelionato e formação de quadrilha, sendo investigados pela polícia cívil suspeitos de aplicar um golpe na empresa Táxi Aéreo Poty, que havia sido contratada para levá-los de Teresina para Recife (PE) em quatro aeronaves de pequeno porte. Segundo informações, os três cheques usados para pagar o serviço no valor total de R$ 87 mil teriam sido sustados antes da compensação.

### Acusação de inadimplência
Em 2017, foi acusado de inadimplência por Márcia Gomes, proprietária da casa em que ele morava com Gracyanne Barbosa em São Paulo. Ela alegou que a dívida já teria passado de 500 mil e o processou chamando-o de bandido. Após essa acusação, a defesa de Belo disse que acionaria a Justiça pela ofensa, o cantor também se manifestou anunciando que ia pagar a dívida e deixar o imóvel.

## Discografia
- (2000) Desafio
- (2001) Belo ao Vivo
- (2002) Valeu Esperar
- (2004) Seu Fã
- (2004) Seu Fã ao Vivo (também lançado em DVD)
- (2006) Belo (também lançado em DVD)
- (2008) Pra Ver o Sol Brilhar ao Vivo (também lançado em DVD)
- (2009) Primavera
- (2010) Pra Ser Amor
- (2011) 10 Anos de Sucesso ao Vivo em Salvador (também lançado em DVD)
- (2013) Tudo Novo
- (2014) Mistério
- (2018) De Alma Aberta
- (2020) Belo em Casa
- (2022) Belo in Concert - Espaço das Américas (também lançado em DVD)

## Filmografia

### Televisão
| Ano     | Título                    | Personagem      | Notas                      |
| ------- | ------------------------- | --------------- | -------------------------- |
| 2009    | Sobe o Som                | Apresentador    |                            |
| 2024–25 | The Masked Singer Brasil  | Jurado          |                            |
| 2024    | Belo, Perto Demais da Luz | Ele Mesmo       | Documentário               |
| 2024    | Arcanjo Renegado          | Inspetor Silvio | Episódio: "9"              |
| 2025    | Tô de Graça               | Cléber Santana  | Episódio: "Agora Eu Canto" |
| 2025    | Três Graças               | Misael          | [ 30 ]                     |

### Cinema
| Ano  | Título         | Personagem      | Nota   |
| ---- | -------------- | --------------- | ------ |
| 2024 | Caindo na Real | Barão de Santos | [ 31 ] |